# Hydromorphus
Hydromorphus is een geslacht van slangen uit de familie toornslangachtigen (Colubridae) en de onderfamilie Dipsadinae.

## Naam en indeling
Er zijn twee soorten, de wetenschappelijke naam van de groep werd voor het eerst voorgesteld door Wilhelm Peters in 1859.

### Soorten
Het geslacht omvat de volgende soorten, met de auteur en het verspreidingsgebied.
| Naam                  | Auteur       | Verspreidingsgebied                                          |
| --------------------- | ------------ | ------------------------------------------------------------ |
| Hydromorphus concolor | Peters, 1859 | Guatemala, Honduras, Nicaragua, Costa Rica, Panama, Colombia |
| Hydromorphus dunni    | Slevin, 1942 | Panama                                                       |

## Uiterlijke kenmerken
Het aantal prefrontale schubben varieert van 1 tot 3, terwijl deze bij veel slangen niet variabel is. Op de snuit en aan de kin zijn kleine uitsteekseltjes aanwezig. Op het midden van de rug zijn 15 tot 17 rijen schubben in de lengte aanwezig. De voorzijde van de kop is afgerond, het lichaam is moeilijk te onderscheiden van de kop door het ontbreken van een insnoering. De neusgaten zijn aan de bovenzijde van de kop gepositioneerd.

## Levenswijze
De slangen zijn overdag actief en zijn sterk aan het water gebonden, ze leven op de oever van kleine stroompjes. Alleen tijdens hevige regenval wordt het land betreden. Op het menu staan kleine waterdieren. De vrouwtjes zetten eieren af.

## Verspreiding en habitat
De slangen komen voor in delen van Midden-Amerika en leven in de landen Guatemala, Honduras, Nicaragua, Costa Rica, Panama, Colombia. De habitat bestaat uit vochtige tropische en subtropische bossen, zowel in laaglanden als bergstreken, en uit draslanden.

## Beschermingsstatus
Door de internationale natuurbeschermingsorganisatie IUCN is aan beide soorten een beschermingsstatus toegewezen. Hydromorphus dunni wordt beschouwd als 'onzeker' (Data Deficient of DD) en Hydromorphus concolor als 'veilig' (Least Concern of LC).